# Новоселы (Тверская область)
Новосёлы — опустевшая деревня в Торопецком районе Тверской области. Входит в состав Пожинского сельского поселения.

## География
Находится в западной части Тверской области на расстоянии приблизительно 31 км на север по прямой от районного центра города Торопец.

## История
В 1877 году здесь (деревня Холмского уезда Псковской губернии) было учтено 9 дворов.

## Население
Численность населения: 65 человек (1877 год), 0 как в 2002 году, так и в 2010.